# 예춘호
예춘호(芮春浩, 1927년 2월 7일 ~ 2020년 7월 22일)는 대한민국의 정치인으로, 제6·7·10대 국회의원이다. 호(號)는 목촌(牧邨)이다.

## 이력
박정희 정부에서 삼선 개헌에 반대했다가 민주공화당에서 제명되었고 이후 민주화 운동의 길을 걸었다.

## 생애
동아대학교 경제학과와 서울대학교 대학원 경제학과를 졸업했다.
민주공화당 발기인으로 정계에 입문해 6대, 7대 국회의원을 역임했으나, 1969년 4월 15일 4 · 8항명으로 의원총회에서 양순직, 박종태, 정태성, 김달수 의원과 함께 제명되었다. 1969년 3선 개헌 파동 당시 김종필 계보로 당 사무총장을 맡았음에도 불구하고 박종태, 양순직, 정구영과 함께 이를 반대했다가 8대 총선 공천에서 탈락했다.
이 후 10대 총선에서 무소속으로 당선된 뒤 신민당에 입당하면서 야당 정치인으로 변신했고, 1980년 서울의 봄 당시 신군부에 의하여 김대중 내란음모사건의 주모자로 지목되어 옥고를 치렀다. 이후 재야를 대표하여 민추협 부의장을 맡아 동교동계와 상도동계 사이의 통합적인 민주화투쟁을 위해 전력을 다한다. 하지만 13대 대선을 앞두고 김대중이 불출마 약속을 뒤엎고 독자적으로 출마하자 조순형, 유인태와 함께 한겨레민주당을 창당해 자신이 3선을 쌓았던 부산 영도구에 출마했다가 낙선했다.

## 역대 선거 결과
|  | 0% |

|  | 43.77% |

|  | 52.72% |

|  | 41.18% |

|  | 31.19% |

|  | 11.91% |

## 가족 관계
- 배우자 : 황치애
  - 장남: 예종석(1953년 12월 13일 ~ )
  - 차남: 예종홍
  - 삼남: 예종영
    - 며느리: 남영숙 - 남재희 제11대 노동부 장관 둘째 딸

  - 4남 : 예종옥
  - 딸 : 예지숙
    - 사위 : 박성준